# Letônia nos Jogos Olímpicos de Inverno de 1998
A Letônia competiu nos Jogos Olímpicos de Inverno de 1998, realizados em Nagano, Japão.